# سوزوکی سوییفت
سوزوکی سوییفت (Suzuki Swift) خودرویی است که از سال ۲۰۰۴ تا کنون تولید شده‌است.
این خودرو در کلاس سوپرمینی قرار گرفته، طراحی آن خودروهای موتور جلو-محور جلو بوده است.